# 大战岛
大战岛是一座位于塞尔维亚首都贝尔格莱德内薩瓦河与多瑙河合流处的无人河岛，在行政区划上属贝尔格莱德市，归泽蒙自治市管辖。

## 位置
大战岛地处萨瓦河汇入多瑙河的河口位置开阔处，东南面正对舒马迪亚山北端的特雷兹吉岭临河的末端卡莱梅格丹要塞，西南被斯雷姆平原的最东端较低平的部分所环绕，也就是今日新贝尔格莱德的乌斯彻。
该岛贴近河岸，最近处到新贝尔格莱德和卡莱梅格丹都只有200米（660英尺）的距离。而南面与乌斯彻之间则留有原小战岛的遗址。
2005年，当地政府曾计划将该岛由泽蒙转交新贝尔格莱德管辖，但最后不了了之。

## 语源
该岛火药味十足的名字，来源于其历史上所具有的重要战略意义。对于进攻贝尔格莱德的一方，该岛为部署大炮的绝佳位置，亦可作为跨河进攻城池的起始点与行动基地。它也为绿林好汉、水兵以及江洋大盗提供了藏匿之处。无数不同归属的军事设施曾建造于这座岛屿，然后又为新来者所拆毁。在战争中，它又能作为搭建浮橋的枢纽，使兵员能在贝尔格莱德、泽蒙与潘切沃三岸间来往。
该岛有历史记载的名称为数众多，有（多瑙岛），（吉卜赛岛），（开心岛），（军事岛），（战争岛），（战争群岛，与小战岛的合称），（巴巴力克岛），（大军岛），（大战争岛）以及（穷人岛）等。今日大战岛的名称最早出现于19世纪中叶，在一战后确定为该岛的正式永久名称。

## 地理特征
大战岛岛身呈叶形，占地2.11 km2（0.81 sq mi），地势低平，多沼泽，这是由于时常会有多瑙河河水浸灌的缘故。岛内有人工开凿的沟渠加利亚斯运河，运河原本连至多瑙河，后来多瑙河入口被阻塞，在岛内形成了一个占地0.24 km2（0.093 sq mi）的池塘，为野生鸟类和鱼类提供了良好栖所。但遇旱年时围绕其形成的封闭生态系统会严重受损。目前全岛三分之二的面积被划为自然保护区，有记录的鸟类种类数为196种，其中许多为瀕危物種。此外，贝尔格莱德的丽都沙滩也位于该岛北端。
由于沉积物的堆积作用（沉降），该岛北端的河道需要不定期进行排水与疏浚清除淤泥，以防止其与多瑙河河岸相连阻塞水流。

## 历史
据记载，大战岛最初在14世纪浮出多瑙河，形成一座小型沙洲，约在15世纪下半叶，大战岛才具有今日的规模，这段时期一些描绘附近地点的雕版中已可见岛屿的踪影，其中所述形状各有差异，原因之一可能是多瑙河河水的冲刷在不断形塑这块新形成的沙洲的轮廓。1456年所制的贝尔格莱德要塞藍圖确切证实了岛屿的存在。被这块沙洲分隔的多瑙河较窄的一支被称作，即“多瑙河的溪水”。
大战岛在1514年-1528年之间首次出现在正式的地图——拉扎·德阿克绘制的匈牙利全图上。记录1521年泽蒙城陷落的编年史中，提到所有被俘的守城将士与他们的妻子儿女都被奥斯曼军队活埋于该岛。此后，苏莱曼一世继续率领军队，从大战岛对贝尔格莱德堡发动数波攻势，最终拿下了这座曾使穆罕默德二世于此折戟的堡垒。奥斯曼旅行家爱维亚·瑟勒比在1660年代到访附近区域，并在游记中提到岛上建有以耶尼切里艾哈迈德·巴巴力克（Ahmet Babalık）为名的清真寺，巴巴力克岛之名即来源于此。明确显示有人到访此岛的记录出自1699年，一位英国游医将大战岛描述为“一座葱郁的大岛”。
官方文件中出现指代大战岛的名字是在1717年欧根亲王对土耳其的军事计划中，此岛被他用作重夺贝尔格莱德控制权的战略进攻点。贝尔格莱德和约生效后的1741年，一份在君士坦丁堡签订的公约将该岛一分为二，面向贝尔格莱德的一半（东南）划予奥斯曼帝国，而通达泽蒙与巴納特的另一半则划予哈布斯堡王朝。在卡拉喬爾傑·彼得羅維奇领导的第一次塞尔维亚起义中，起义军曾于1806年将该岛作为军事据点，一支500人的塞尔维亚炮兵队在此向卡莱梅格丹要塞持续开炮。而在1863年土耳其人的城市规划中，该岛仍被称为巴巴力克岛。
1915年奥匈帝国对贝尔格莱德的进攻中，奥匈军队通过该岛进行作战攻势。一战后，该岛成为南斯拉夫王國的一部分，之后有20名泽蒙的穷困者陆续选择搬到岛上居住，他们在岛上搭建了棚屋，使岛又有了“穷人岛”的别名。这段时期，岛上开垦了若干耕地，主要种植谷物和西瓜，而在地势较低的部分，则清理出了一片滩涂，名为多尔科滩（Дорћолска плажа）或拉帕滩（Лапат），同时还有一片朝向泽蒙的沙洲也被清理至这片滩涂，成为今日丽都沙滩的前身，最早在1931年前，沙滩就已被称作丽都沙滩。
1941-1944年，萨瓦河上游克羅埃西亞獨立國的亚塞诺瓦茨集中营将死尸弃于河中，浮尸漂至下游的塞尔维亚境内。根据档案，塞尔维亚救国政府首脑米兰·内迪奇的下属、难民问题专员托马·马克西默维奇下令将这些死尸葬于大战岛。这处坟地没有任何标记，直到有后人在大战岛东南挖掘时，才发现其下掩埋的森森白骨。
针对大战岛的城市规划始于1923年的一份草案，在这份远景规划中，大战岛将成为一座专供上层精英消遣的公园区域。1928年，建筑公司“舒马迪亚”（Šumadija）提出了在泽蒙与卡莱梅格丹之间修建交通缆车的计划，他们称之为“空中电车”，在这份计划中，缆车将途径大战岛，每班间隔约2分钟，全程时间为5分钟，但是它最后只是一纸空文，从未实现。
1948年，大战岛南面的萨瓦河沿岸开始兴建新贝尔格莱德，当局曾作出这样一个决定，计划永久摧毁大战岛，然后用其沙土填满斯雷姆平原的沼泽，以便使新城的建设顺利进行。然而，多瑙河沖積層上的沉积物源源不断地堆积到大战岛上，使沙土不便于被利用，从而使得当局不得不另觅沙土的来源，最后他们开采的是小战岛的沙土，让小战岛几乎完全消失。
二战后，在该岛进行开发的计划包括修建桥梁连通对岸，并在岛上新建大型公共体育中心，而岛的中央将会成为一个大面积的圆形湖泊。1972年，这项计划被搁置。由于在岛上挖掘会有水流喷涌，使施工变得极为困难，而进行大型工程就更不可能。1976年至1985年，曾有将该岛开发为城市水源地的设想，但这项计划也最后告吹。
官方统计中，大战岛属于无人区域，但是却有一小部分人居住在岛内部的寮屋中，他们大多数是依赖养老金的退休人士，在暖和的时节搬到岛上打理菜园，然后在冬天返回贝尔格莱德。
2005年，该岛被列入塞尔维亚国家保护特色自然景观，保护区面积1.68 km2（168 ha），包括大战岛与小战岛。